# Thomas Sonnenburg
Thomas Sonnenburg (* 22. August 1963 in Eisenhüttenstadt) ist ein deutscher Sozialpädagoge und ehemaliger Streetworker.

## Beruf
Nach dreijähriger Tätigkeit als Elektromonteur studierte er in Meißen Kulturwissenschaften. Sein beruflicher Werdegang führte ihn über eine Tätigkeit als Bildungsreferent beim Berliner Arbeitskreis für politische Bildung von 1993 bis 2007 danach zur Sozialarbeit in Berlin-Pankow.
Von 1996 bis 2003 studierte er parallel dazu an der TU Berlin berufsbegleitend und erlangte 2003 sein Diplom in Erziehungswissenschaften/Sozialpädagogik.
Er hat zwei Kinder.

## Fernsehauftritte
Bekannt wurde er durch die von RTL ausgestrahlte Doku-Soap Die Ausreißer – Der Weg zurück, Sozial-Coaching, das in der Öffentlichkeit sehr kontrovers diskutiert wurde. Die Serie erhielt trotzdem den Deutschen Fernsehpreis 2008 in der Kategorie Beste Reality-Sendung. 2012 war er beaufsichtigender Sozialpädagoge, um die Eltern mit ihren Kindern in der RTL-Dokumentation Teenies auf Partyurlaub – Eltern undercover! zu konfrontieren.
Am 19. November 2014 war Sonnenburg zu Gast in der Sendung Mario Barth deckt auf!.

## Schrift
- Thomas Sonnenburg, Simone Winkelmann: Die Ausreißer, Goldmann 2009